# John Dill
John Greer Dill (ur. 25 grudnia 1881; zm. 4 listopada 1944) – brytyjski marszałek polny (Field Marshal), Szef Imperialnego Sztabu Generalnego w latach 1940–1941.

## Dzieciństwo, młodość i życie prywatne
John urodził się w miasteczku Lurgan w Irlandii Północnej. Jego ojciec był dyrektorem lokalnego banku, a matka córką sędziego pokoju. Rodzice Dilla zmarli, gdy miał 12 lat. Wychowaniem jego i siostry zajął się wuj wielebny Joseph Grundy Burton.  Ukończył w latach 1895-1900 Cheltenham College w Cheltenham w Anglii, gdzie z trudem przechodził z klasy do klasy. Podczas egzaminu wstępnego do Sandhurst zajął 154 miejsce na 210 zdających.
Dwukrotnie żonaty. Pierwsza żona Ada Maud zmarła 23 grudnia 1940. Drugi związek małżeński zawarł 8 października 1941 z Nancy Charrington Furlong.

## Kariera wojskowa
Ukończył Royal Military Academy Sandhurst. W dniu 8 maja 1901 otrzymał stopień podporucznika (Second lieutenant) i przydział do 1 Batalionu Piechoty w Leinster Regiment. Wziął udział w końcowych walkach II wojny burskiej w Transwalu. Od 1902 był asystentem adiutanta pułku, a od 15 sierpnia 1906 był adiutantem. W dniu 12 lipca 1911 otrzymał awans na kapitana (Captain).
W lutym 1913 został oddelegowany do szkoły oficerów sztabowych Staff College w Camberley. Gdy wybuchła I wojna światowa otrzymał przeniesienie do Francji i wziął w walkach na froncie zachodnim. W marcu 1915 podczas bitwy o Neuve Chapelle dowodził 25 Brygadą Piechoty. Pod koniec wojny awansował na generała brygady (Brigadier). Po wojnie zyskał miano utalentowanego instruktora wojskowego. W 1929 został wysłany do Indii Brytyjskich, gdzie otrzymał rok później awans na generała majora (Major-General). Następnie powrócił do Anglii i 8 stycznia 1931 objął komendanturę Staff College w Camberley (do 21 stycznia 1934). W dniu 22 stycznia 1934 został dyrektorem operacji wojskowych i wywiadowczych w Ministerstwie Wojny (do 31 sierpnia 1936).
Gdy na wiosnę 1936 wybuchło arabskie powstanie w Palestynie, podjęto decyzję o skierowaniu Drilla na Bliski Wschód. W dniu 8 września 1936 został dowódcą wojsk brytyjskich w Mandacie Palestyny i Transjordanii (do 19 września 1937). Następnie powrócił do kraju i 12 października 1937 został Głównym Oficerem Naczelnego Dowódcy British Army (do 2 września 1939).
W momencie wybuchu II wojny światowej, w dniu 3 września 1939 objął dowództwo nad I Korpusem, który w ramach Brytyjskiego Korpusu Ekspedycyjnego został wysłany do Francji. 1 października został awansowany na generała (General). W dniu 22 kwietnia 1940 zdał dowództwo nad I Korpusem i powrócił do Anglii obejmując funkcję Zastępcy Szefa Imperialnego Sztabu Generalnego.

### Naczelny dowódca armii
27 maja 1940 został Szefem Imperialnego Sztabu Generalnego. 18 listopada 1941 został awansowany na marszałka polnego (Field Marshal). Z powodu braku zgodności z premierem Winstonem Churchillem, został 25 grudnia 1941 odwołany z dowództwa nad armią.

### Stany Zjednoczone
Następnie Churchill wysłał go jako swojego osobistego przedstawiciela do Stanów Zjednoczonych, gdzie był szefem Brytyjskiej Misji Współpracy i członkiem Komitetu Połączonych Szefów Sztabu. W 1943 wziął udział w Konferencji w Casablance i Konferencji w Teheranie.
Zmarł 4 listopada 1944 w Waszyngtonie na niedokrwistość aplastyczną.

## Awanse
- podporucznik (Second lieutenant) – 8.05.1901
- porucznik (Lieutenant) – 27.05.1903
- kapitan (Captain) – 12.07.1911
- major (Major) – 8.05.1916
- podpułkownik (Lieutenant-Colonel) – 1.02.1917
- pułkownik (Colonel) – 10.08.1920
- generał brygady (Brigadier) – 1.06.1928
- generał major (Major-General) – 11.12.1930
- generał porucznik (Lieutenant-General) – 13.04.1936
- generał (General) – 1.10.1939
- marszałek polny (Field Marshal) – 18.11.1941

## Odznaczenia
| Brytyjskie - Krzyż Wielki Orderu Łaźni (1942) - Komandor Orderu Łaźni (1937) - Kawaler Orderu Łaźni (1928) - Kawaler Orderu św. Michała i św. Jerzego (1918) - Distinguished Service Order (1915) - Medal Wojny 1914-18 - Medal Zwycięstwa 1914-18 - Mentioned in Despatches (17 lutego 1915, 22 czerwca 1915, 15 czerwca 1916, 4 stycznia 1917, 15 maja 1917, 11 grudnia 1917, 20 grudnia 1918 i 5 lipca 1919) | Zagraniczne - Krzyż Wielki Orderu Odrodzenia Polski (Polska, 1941) - Krzyż Wielki Orderu św. Olafa (Norwegia, 1943) - Komandor Orderu Korony (Belgia, 1919) - Oficer Orderu Korony Rumunii (Rumunia, 1919) - Oficer Legii Honorowej (Francja, 1919) - Krzyż Wojenny z Palmą (Francja, 1920) - Krzyż Wojenny (Belgia) - Medal za Wybitną Służbę (USA, 1944 – pośmiertnie) |